# Bali Pro
La Bali Pro è una competizione di surf indetta dalla World Surf League (WSL) e facente parte del WSL Championship Tour sia maschile che femminile. La gara, che si è sempre svolta presso la spiaggia di Keramas, nell'isola di Bali, in Indonesia, ha fatto parte del campionato WSL maschile già nel 2013 e, dopo una pausa di quattro anni, a partire dal 2018 è entrata a far parte sia del campionato maschile che di quello femminile. 

## Sponsorizzazioni
La gara del 2013 era sponsorizzata dal marchio di occhiali da sole Oakley, e per questo si chiamava Oakley Pro Bali, dal 2018, invece, lo sponsor della competizione è il marchio di birra Corona e la gara ha assunto il nome di Corona Bali Protected. Il termine "Protected" è stato messo al posto di "Pro" con lo scopo di lanciare un allarme su una delle più grandi minacce per la vita negli oceani, vale a dire l'inquinamento dovuto alla plastica. L'evento vuole quindi fungere da veicolo per reclamizzare il fatto che Bali sia divenuta un progetto pilota per risolvere il suddetto problema implementando la cosiddetta Parley AIR Strategy (dove AIR è l'acronimo di "Avoid, Intercept, Re-design", ossia "Evitare, Intercettare, Riprogettare") che si propone di evitare il più possibile l'uso della plastica, intercettare i detriti plastici già dispersi nell'ambiente e riprogettare materiali e prodotti.

## Albo dei vincitori della gara maschile
| Anno                  | Vincitore             | Nazione               | Punteggio             | Secondo classificato  | Nazione               | Punteggio             | Montepremi            |
| Corona Bali Protected | Corona Bali Protected | Corona Bali Protected | Corona Bali Protected | Corona Bali Protected | Corona Bali Protected | Corona Bali Protected | Corona Bali Protected |
| --------------------- | --------------------- | --------------------- | --------------------- | --------------------- | --------------------- | --------------------- | --------------------- |
| 2019                  | Kanoa Igarashi        | Giappone              | 15,10                 | Jeremy Flores         | Francia               | 14,63                 |                       |
| 2018                  | Italo Ferreira        | Brasile               | 18,87                 | Michel Bourez         | Francia               | 9,83                  |                       |
| Oakley Pro Bali       |                       |                       |                       |                       |                       |                       |                       |
| 2013                  | Joel Parkinson        | Australia             | 13,86                 | Michel Bourez         | Francia               | 12,67                 |                       |

## Albo delle vincitrici della gara femminile
| Anno                  | Vincitore             | Nazione               | Punteggio             | Secondo classificato  | Nazione               | Punteggio             | Montepremi            |
| Corona Bali Protected | Corona Bali Protected | Corona Bali Protected | Corona Bali Protected | Corona Bali Protected | Corona Bali Protected | Corona Bali Protected | Corona Bali Protected |
| --------------------- | --------------------- | --------------------- | --------------------- | --------------------- | --------------------- | --------------------- | --------------------- |
| 2019                  | Stephanie Gilmore     | Australia             | 16,83                 | Sally Fitzgibbons     | Australia             | 7,00                  |                       |
| 2018                  | Lakey Peterson        | Stati Uniti           | 14,33                 | Tyler Wright          | Australia             | 13,74                 |                       |